# یواس‌اس میلان (وای‌پی-۶)
یواس‌اس میلان (وای‌پی-۶) (به انگلیسی: USS Milan (YP-6)) یک کشتی بود که طول آن ۷۴ فوت ۱۱ اینچ (۲۲٫۸۳ متر) بود. این کشتی در سال ۱۹۲۵ ساخته شد.